# Karenites
Karenites ornamentatus, Karenitidae
Famille
Genre
Espèce
Karenites est un genre éteint de thérapsides thérocéphales, dans la famille Karenitidae, ayant vécu durant le Permien supérieur de l'actuelle Russie.
La seule espèce connue est Karenites ornamentatus, nommée en 1995 par la paléontologue Leonid Petrovitch Tatarinov. Plusieurs spécimens fossiles sont connus de la ville de Kotelnitch, dans l'oblast de Kirov.

## Description
Karenites est connues à partir d'un squelette holotype partiel, de deux crânes partiels et d'os de mâchoire isolés. Bien qu'incomplets, les crânes conservent de petites structures délicates comme les cornets nasaux placés à l'intérieur du crâne et l'étrier de l'oreille. Le crâne des Karenites mesure environ 10 centimètres de long, avec le museau beaucoup plus long que la région temporale du crâne derrière les orbites. Vu de dessus, le crâne est triangulaire. Le museau est large et le crâne s'élargit vers l'occiput ou la marge postérieure. Deux grands trous derrière l'orbite appelés fenêtres temporales occupent la majeure partie du crâne postérieur. Entre ces fenêtres se trouve une crête sagittale étroite. Devant cette crête, les os du toit du crâne sont faiblement piqués avec de petites bosses et des crêtes pour les vaisseaux sanguins. Certains spécimens comprennent des parties de l'anneau sclérotique, un anneau d'os incrusté dans l'œil.
De chaque côté de la mâchoire supérieure se trouvent cinq incisives, deux ou trois précanines, une canine et onze ou douze postcanines. Les incisives et les précanines sont longues, fines et légèrement incurvées, séparées les unes des autres par un petit espace. La canine est beaucoup plus longue, se projetant légèrement vers l'avant à partir de l'alvéole dentaire et se courbant vers l'arrière sur toute sa longueur. Les dents postcanines sont plus courtes et plus larges que les incisives et les précanines. Vers l'arrière du crâne, les pointes des dents s'aplatissent. La mâchoire inférieure est mince et se courbe vers le haut jusqu'à l'arc de la joue, à l'exception d'un grand processus coronoïde qui s'étend jusqu'à l'os articulaire - carrée de la mâchoire à l'arrière du crâne. La mâchoire inférieure a trois petites incisives légèrement inclinées vers l'avant, une grande canine faisant saillie vers le haut et treize petites dents postcanines émoussées. Les dents postcanines les plus éloignées ont de petites cuspides secondaires derrière leurs pointes. Ces dents multicuspides peuvent avoir été des adaptations pour écraser la nourriture, bien qu'elles ne soient pas aussi bien développées que les dents d'autres thérocéphales comme Ericiolacerta.
En 1999, des plaques thoraciques ont été signalées dans l'holotype de Karenites. Les plaques thoraciques sont des plaques d'os sur la face inférieure de la cage thoracique que l'on trouve généralement chez les reptiles et inhabituelles pour les thérapsides comme les thérocéphales. Cet os a ensuite été réinterprété comme un interclavicule, partie de la ceinture pectorale commune à tous les premiers thérapsides.

## Paléobiologie
La présence d'un anneau sclérotique chez les Karenites est peut être une indication qu'il était semi-aquatique. Les fosses sur le crâne ont été interprétées comme des preuves de moustaches bien développées, qui peuvent avoir été utilisées pour chasser des proies aquatiques. Certains thérocéphales comme Perplexisaurus ont également été interprétés comme des prédateurs aquatiques et partagent de nombreuses similitudes avec Karenites. Alors que ces formes aquatiques avaient de fortes sutures entre les os crâniens, ce qui aurait pu stabiliser le crâne lors de la consommation de grandes proies aquatiques comme les poissons, Karenites avait des articulations crâniennes plus faibles et légèrement mobiles associées à l'alimentation de proies terrestres plus petites comme les insectes. Ses dents multicuspides suggèrent également qu'il se nourrissait d'insectes. Karenites a de longs os des membres qui indiquent un mode de vie entièrement terrestre plutôt qu'aquatique.
Les crêtes à l'intérieur du crâne de Karenites forment une série de sinus. Ces sinus peuvent avoir été associés à des améliorations de l'odorat des thérocéphales, mais les chercheurs ne pensent pas qu'ils soient des structures olfactives.
Les projections osseuses sur la face inférieure de la mâchoire inférieure des Karenites peuvent avoir soutenu des tissus qui transmettaient le son à l'étrier dans l'oreille. Les premiers thérapsides comme Karenites n'ont pas le système auditif bien développé des mammifères, qui avait évolué à partir d'une restructuration des os à l'arrière du crâne et de la mâchoire inférieure, et avaient probablement un mauvais sens de l'ouïe. Au début du développement du système auditif des mammifères, Karenites a peut-être pu entendre certains sons en plaçant leur mâchoire sur le sol pour détecter les vibrations.

## Synonyme?
Paleobiology Database, en 2022, a noté que Scalopodon est un synonyme de Karenites, mais sans préciser d'écrit en référence.